# Orocrypsona periacantha
Orocrypsona periacantha är en fjärilsart som beskrevs av László Anthony Gozmány. Orocrypsona periacantha ingår i släktet Orocrypsona och familjen äkta malar. Inga underarter finns listade i Catalogue of Life.